# 1562-1566, rue Bagot
1562-1566, rue Bagot, aussi appelé M-30 est une maison et un établissement patrimonial.

## Voir plus